# The Open Society and Its Enemies
The Open Society and Its Enemies é uma obra de filosofia política escrita por Karl Popper, em dois volumes, durante a Segunda Guerra Mundial. O livro foi publicado pela primeira vez em Londres pela editora Routledge, em 1945.
A obra fez parte da lista dos modernos 100 melhores livros de não-ficção da Modern Library.
No livro, Popper critica as teorias do historicismo teleológico em que a história se desenrolaria inexoravelmente de acordo com leis universais. Acusa Platão, Hegel e Marx de totalitários, por confiarem no historicismo para sustentar as suas filosofias políticas.
No livro, Popper debruça-se, ainda, sobre três paradoxosː Paradoxo da tolerância, Paradoxo da liberdade e Paradoxo da democracia.

## Resumo do Livro
Popper desenvolve uma crítica do historicismo e uma defesa da sociedade aberta e da democracia liberal. O subtítulo de seu primeiro volume, "O feitiço de Platão", deixa clara a visão de Popper - a saber, que a maioria dos intérpretes de Platão ao longo dos tempos foram seduzidos pela grandeza e pelo estilo inimitável de Platão. Ao fazer isso, Popper argumenta, eles tomaram a filosofia política de Platão como um idílio benigno, sem levar em conta suas tendências perigosas para a ideologia totalitária.
Ao contrário dos principais estudiosos de Platão de sua época, Popper divorciou as ideias de Platão das de Sócrates, alegando que as primeiras em seus últimos anos não expressaram nenhuma das tendências humanitárias e democráticas de seu professor. Em particular, Popper acusa Platão de trair Sócrates na República, onde Platão retrata Sócrates simpatizando com o totalitarismo.
Popper exalta a análise de Platão da mudança social e do descontentamento, chamando-o de um grande sociólogo, mas rejeita suas soluções. Popper lê os ideais humanitários emergentes da democracia ateniense como as dores do parto de sua cobiçada "sociedade aberta". O ódio de Platão pela democracia o levou, diz Popper, "a defender a mentira, os milagres políticos, a superstição tabuística, a supressão da verdade e, em última instância, a violência brutal". Popper sente que as ideias historicistas de Platão são movidas pelo medo da mudança que as democracias liberais trazem. Além disso, como aristocrata e parente do ex-ditador ateniense Critias Platão, de acordo com Popper, era simpático aos oligarcas de sua própria época e desdenhoso do homem comum. Popper também suspeita que Platão foi vítima de sua própria vaidade e desejava se tornar o rei filósofo supremo de sua visão.
O último capítulo do primeiro volume tem o mesmo título do livro e transmite as próprias explorações filosóficas de Popper sobre a necessidade da democracia liberal direta como a única forma de governo que permite melhorias institucionais sem violência e derramamento de sangue.
No volume dois, "The High Tide of Prophecy: Hegel, Marx, and the Aftermath", Popper critica Hegel e Marx, remontando suas ideias a Aristóteles e argumentando que eles estavam na raiz do totalitarismo do século XX.
No que diz respeito a Hegel, Popper cita favoravelmente as opiniões do compatriota de Hegel e conhecido pessoal, o filósofo Arthur Schopenhauer,
Hegel, instalado de cima, pelos poderes que são, como o Grande Filósofo certificado, era um charlatão analfabeto, insípido, nauseante e cabeça-chata, que atingiu o auge da audácia ao rabiscar juntos e distribuir as mais loucas e mistificadoras bobagens. Esse absurdo foi ruidosamente proclamado como sabedoria imortal pelos seguidores mercenários e prontamente aceito como tal por todos os tolos, que assim se juntaram em um coro de admiração tão perfeito como jamais foi ouvido antes. O extenso campo de influência espiritual com que Hegel foi fornecido por aqueles que estão no poder o habilitou a alcançar a corrupção intelectual de uma geração inteira.
Na quinta seção de seu capítulo sobre Hegel, ele trata da influência de Hegel no fascismo do século 20, focalizando explicitamente seus elementos historicistas em vez de seu totalitarismo.
O próximo principal inimigo da sociedade aberta, de acordo com Popper, é Karl Marx. Popper admite que, ao contrário de Hegel, Marx se preocupava profundamente com a situação das pessoas comuns e com as injustiças que prevaleciam em sua época nas sociedades capitalistas. Da mesma forma, os escritos de Marx oferecem perspicácias econômicas, sociológicas e históricas. No entanto, mesmo onde Popper considera as opiniões de Marx como tendo valor, Popper considera que o historicismo de Marx o levou a exagerar - por exemplo, a importância da luta de classes.  Popper rejeita abertamente a visão historicista, antirracional e totalitária de Marx.

## Histórico de publicação
Como Popper escreveu na obscuridade acadêmica na Nova Zelândia durante a Segunda Guerra Mundial, vários colegas da filosofia e das ciências sociais ajudaram no caminho do livro até a publicação. Gombrich foi incumbido da tarefa de encontrar um editor, Friedrich Hayek queria recrutar Popper para a London School of Economics e ficou entusiasmado com sua virada para a filosofia social, e Lionel Robbins e Harold Laski revisaram o manuscrito. John Niemeyer Findlay sugeriu o título do livro depois que três outros foram descartados. ('Uma filosofia social para todos os homens' era o título original do manuscrito; 'Três falsos profetas: Platão-Hegel-Marx' e 'Uma crítica da filosofia política' também foram considerados e rejeitados.)

O livro não foi publicado na Rússia até 1992.

## Ligação externa
- (em inglês) POPPER, Karl R. The Open Society And Its Enemies. Volumes I and II, 1962. Fifth edition (revised) 1966. ISBN 0-691-01968-1, 0-691-019.